# Bless the Lord
Bless the Lord (dt. Preise den Herrn) ist ein für die Communauté de Taizé geschriebenes Kirchenlied. Das Original ist in Englisch geschrieben und wurde in 14 Sprachen übersetzt. Es ist weit über den Orden international und auch in Deutschland bekannt.

## Text
| Ursprungsversion                                                                                     | aktuelle Version                                                                                     | Deutsch (nicht singbar) |
| --- | --- | --- |
| Bless the Lord, my soul, and bless his holy name. Bless the Lord, my soul, he rescues me from death. | Bless the Lord, my soul, and bless God’s holy name. Bless the Lord, my soul, who leads me into life. | Preise den Herrn, meine Seele, und preise seinen heiligen Namen. Preise den Herrn, meine Seele, er führt mich in das Leben. |

## Form
Das Lied ist ein für den Orden von Taizé charakteristischer, vierstimmiger Kurzgesang, welcher in meditativer Weise unverändert wiederholt wird. Es ist im Vier-Viertel-Takt komponiert.

## Geschichte
Bless the Lord ist einer der ältesten Gesänge aus Taizé, er wurde in den 80er Jahren von Jacques Berthier komponiert, der Text stammt aus Psalm 103,1–4 . In der ersten Veröffentlichung ist der Text noch leicht abgewandelt, erst 1991 wurde er in der heutigen Version in das Liederbuch aufgenommen. Seitdem ist es durchgehend im Gesangbuch von Taizé enthalten, in der aktuellen Version unter Liednummer 5. Das Lied wurde in folgende Sprachen mit einer singbaren Version übersetzt: Spanisch, Arabisch, Katalanisch, Chinesisch mit einer Transkription in Kantonesisch, Estnisch, Kroatisch, Lettisch, Litauisch, Niederländisch, Polnisch, Rumänisch, Albanisch, Slowenisch und Russisch. Ein singbarer deutscher Text existiert nicht.
Das Lied ist fester Bestandteil der täglichen Gebete der Brüder, teilweise wird es auch in anderen Sprachen als Englisch gesungen. Es wird beliebig oft wiederholt und kann von Instrumenten oder Sologesängen unterstützt werden. Darüber hinaus ist es ein beliebtes Lied bei internationalen Taizé-Gebeten wie beispielsweise der Nacht der Lichter und in Gottesdiensten weltweit. Es wurde unter anderem in die Liederbücher Das Liederbuch. Glauben – Leben – Lieben – Hoffen und Lebensweisen aufgenommen.

## Veröffentlichungen
- Laudate omnes gentes, Taizé, 2003, Englisch
- Music of Unity an Peace, Taizé, 2014, Englisch
- Taizé Instrumental 1, Taizé, 2003, Instrumental
- Jesus Remember Me – Taize Songs, The London Fox Taize Choir, 2013, Englisch
- Tu Paz, Betty Sainz, 2012, Spanisch